# Campeonato Capixaba de Futebol de 1990
O Campeonato Capixaba de Futebol de 1990 foi a 74ª edição do campeonato de futebol do estado do Espírito Santo. A competição foi organizada pela Federação de Futebol do Estado do Espírito Santo (FES). A Associação Atlética Colatina conquistou o primeiro título de sua história garantindo vaga também pela primeira vez na Copa do Brasil em 1991.

## Regulamento
Na Primeira Fase as 10 equipes jogam entre si em dois turnos. As três melhores equipes classificam-se ao Triangular Final. No Triangular Final as equipes jogam entre si em turno único para definir o campeão. Não houve rebaixamento.

## Participantes
| Clube                  | Cidade                  |
| ---------------------- | ----------------------- |
| AA Colatina            | Colatina                |
| Castelo                | Castelo                 |
| Desportiva Ferroviária | Cariacica               |
| Estrela do Norte       | Cachoeiro de Itapemirim |
| Guarapari              | Guarapari               |
| Ibiraçu                | Ibiraçu                 |
| Muniz Freire           | Muniz Freire            |
| Ordem e Progresso      | Bom Jesus do Norte      |
| Rio Branco-ES          | Vitória                 |
| Vitória-ES             | Vitória                 |

## Campanha do Campeão[4]
1° Turno
AA Colatina 2 X 1 Castelo 
Vitória 0 X 1 AA Colatina 
AA Colatina 1 X 0 Guarapari 
AA Colatina 2 X 1 Estrela do Norte 
Ibiraçu 1 X 0 AA Colatina 
AA Colatina 1 X 0 Rio Branco 
Ordem e Progresso 1 X 1 AA Colatina 
AA Colatina 1 X 1 Desportiva 
Muniz Freire 1 X 5 AA Colatina 
2° Turno 
Castelo 0 X 2 AA Colatina 
AA Colatina 1 X 1 Vitória 
Guarapari 2 X 1 AA Colatina 
Estrela do Norte 1 X 0 AA Colatina 
AA Colatina 1 X 1 Ibiraçu 
Rio Branco 1 X 0 AA Colatina 
AA Colatina 1 X 1 Ordem e Progresso 
Desportiva 1 X 0 AA Colatina 
AA Colatina 1 X 4 Muniz Freire 
Triangular Final 
AA Colatina 1 X 0 Desportiva 
Guarapari 1 x 1 AA Colatina

## Premiação
| Campeonato Capixaba de 1990     |
| ------------------------------- |
| AA Colatina Campeão (1º título) |